# Elezioni governatoriali nell'oblast' di Leningrado del 2020
Le elezioni governatoriali nell'oblast' di Leningrado del 2020 si sono tenute il 13 settembre.

## Risultati
| Candidati                        | Liste                                 | Voti    | %     |
| -------------------------------- | ------------------------------------- | ------- | ----- |
| Aleksandr Jup'evič Drozdenko     | Russia Unita                          | 585.831 | 83,61 |
| Andrej Jaroslavovič Lebedev      | Partito Liberal-Democratico di Russia | 51.193  | 7,31  |
| Aleksandr Aleksandrovič Perminov | Russia Giusta                         | 32.045  | 4,57  |
| Aleksandr Firovič Gabitov        | Piattaforma Civica                    | 21.425  | 3,06  |
| Totale                           | Totale                                | 690.494 |       |
| Voti non validi                  | Voti non validi                       | 10.206  | 1,46  |
| Totale                           | Totale                                | 700.700 | 100   |